# Tracy Nelson
Tracy Kristin Nelson (ur. 25 października 1963 w Santa Monica) – amerykańska aktorka. Córka muzyka Ricky’ego Nelsona. 
Odtwórczyni roli siostry Stephanie „Steve” Oskowski w serialu kryminalnym NBC / ABC Detektyw w sutannie (1989–1991).

## Wczesne lata
Urodziła się w Santa Monica w Kalifornii jako córka malarki Sharon Kristin Nelson (z domu Harmon) i muzyka Erica Hilliarda „Ricky’ego” Nelsona. Jej rodzina miała pochodzenie austriackie (od babci ze strony matki), szwedzkie (od pradziadka), irlandzkie, niemieckie, angielskie, francuskie i szkockie. Wychowywała się z trzema młodszymi braćmi – bliźniakami – Matthew i Gunnarem (ur. 20 września 1967) oraz Samem (ur. 29 sierpnia 1974). Jej wujek to aktor Mark Harmon. Uczęszczała do The Buckley School w Sherman Oaks. W 1981 ukończyła Westlake School for Girls (obecnie Harvard-Westlake School) w Los Angeles. Uczęszczała do Bard College w Red Hook, północnej części stanu Nowy Jork, studiując taniec i historię Europy.

## Kariera
Dorastała w przemyśle rozrywkowym. Jej ojciec Ricky Nelson zyskał sławę jako dziecko dzięki popularnemu serialowi telewizyjnemu z lat 50. Przygody Ozziego i Harriet, a jej bracia Gunnar i Matthew odnieśli sukces w latach 90. jako rockowy duet Nelson. Choć zadebiutowała na ekranie jako hałaśliwe dziecko w komedii familijnej Melville’a Shavelsona Twoje, moje i nasze (Yours, Mine and Ours, 1968) u boku Henry’ego Fondy, zagrała ponownie dopiero czternaście lat potem, kiedy obsadzono ją w roli popularnej licealistki Jennifer DiNuccio w serialu dla nastolatków CBS Square Pegs (1982–1983), opowiadającym o życiu dwóch niezdarnych licealistek (z których jedną grała Sarah Jessica Parker), spotkał się z uznaniem krytyków za realistyczne przedstawienie życia i związków nastolatków, ale nie spodobał się telewidzom i został odwołany po jednym sezonie. Następnie Nelson pojawiła się jako zalotna sekretarka Angela Timini w krótkotrwałym serialu producenta Aarona Spellinga Glitter (1984–1985), opowiadającym o wewnętrznym funkcjonowaniu tabloidowego magazynu rozrywkowego, a także wystąpiła w roli rozpieszczonej anorektycznej nastolatki z Beverly Hills w przebojowej komedii Paula Mazursky’ego Włóczęga z Beverly Hills (1986). Jedna z jej najważniejszych ról to siostra Stephanie, zakonnica, która pomaga życzliwemu katolickiemu księdzu w rozwiązywaniu przestępstw w ich trudnej dzielnicy Chicago w serialu Detektyw w sutannie (1989–1991). Nelson pojawiła się później jako siostra Courtney Thorne-Smith w operze mydlanej Spellinga Melrose Place (1994–1995) i zagrała w kilku filmach telewizyjnych Lifetime.
W 1978 debiutowała na scenie Inner City Cultural Center w Los Angeles w sztuce Fly Blackbird. W latach 1996–1997 występowała na Broadwayu w roli Betty Rizzo w musicalu Grease.

## Życie prywatne
25 lipca 1987 zawarła związek małżeński z aktorem Williamem „Billym” Mosesem, z którym ma córkę Remington Elizabeth (ur. 11 sierpnia 1992). 17 grudnia 1997 doszło do rozwodu. Ze nieformalnego związku z Chrisem Clarkiem (2001–2002), ma syna Elijaha.

## Filmografia

### Filmy
- 1984: Kochankowie Marii jako Joanie
- 1986: Pleasures (TV) jako Annie Benton
- 1986: Włóczęga z Beverly Hills jako Jenny Whiteman
- 1986: Sekret Kate (Kate’s Secret, TV) jako Patch Reed
- 1987: Dziś jest ta noc (Tonight’s The Night, TV) jako Jamie Davies
- 1993: Nie chcę tego dziecka (No Child of Mine, TV) jako Tammy
- 1998: Nocny telefon (The Night Caller) jako Beth Needham
- 1999: The Promise (TV) jako Lisa Miles
- 2000: Cudowne lato (Perfect Game, wideo) jako Diane Crosby
- 2000: Lokator doskonały (The Perfect Tenant, TV) jako Rachel
- 2001: Dumb Luck jako Kelly Jordan
- 2001: Doskonała niania (The Perfect Nanny, TV) jako Andrea McBride / Nikki Harcourt
- 2002: Noc nietoperzy (Fangs) jako Ally Parks
- 2002: Mordercze pszczoły (Killer Bees!, TV) jako Audrey Harris
- 2004: Mąż doskonały (The Perfect Husband, TV) jako Lisa Dorian
- 2005: Zabójca jest w domu (A Killer Upstairs, TV) jako Sandra Nowlin
- 2005: Cud w Sage Creek (Miracle at Sage Creek) jako Adrianne
- 2006: Rywalka (The Rival, TV) jako Alice Miller
- 2007: Dziadek na Boże Narodzenie (A Grandpa for Christmas, TV) jako Marie O’Riley
- 2008: Bieguny śmierci (Polar Opposites, TV) jako Jenna
- 2015: Fatalna obsesja (A Fatal Obsession, TV) jako Christie Ryan
- 2016: To nie mój syn (The Wrong Child, TV) jako Joyce
- 2018: Mój przyjaciel stalker (The Wrong Friend, TV) jako Pani Nelson
- 2019: Zły chłopak z sąsiedztwa (The Wrong Boy Next Door, TV) jako Panna Grimes
- 2022: Oprawione przez moją siostrę (Framed by My Sister, TV) jako Marcie
- 2023: Jeśli nie mogę cię mieć (If I Can’t Have You, TV) jako detektyw Morgan
- 2024: Wysoki, mroczny i niebezpieczny (Tall, Dark, and Dangerous, TV) jako Suzan
- 2024: Niewłaściwy trener życia (The Wrong Life Coach, TV) jako Suzanne Roberts

### Seriale
- 1985: Statek miłości jako Sandy
- 1989–1991: Detektyw w sutannie jako siostra Stephanie
- 1994: Matlock jako Jessie Morgan
- 1994: Prawo Burke’a jako Eve Baker
- 1994–1995: Melrose Place jako Meredith Parker
- 1995: Pomoc domowa jako Mary Ruth
- 1995: Klan McGregorów jako Ruth Whitney
- 1996: Dotyk anioła jako Lisa Magdaleno
- 1996: Diagnoza morderstwo jako Kristie Lofton
- 1998: Murphy Brown jako Lisa
- 1998: Kroniki Seinfelda jako Janet
- 2000: Siódme niebo jako Pauline
- 2002: Will & Grace jako Alison
- 2003: Byle do przodu jako Elise Larkin